# Замок Хохостервиц
Замок Хохостервиц (нем. Burg Hochosterwitz) — средневековый замок в Каринтии, один из красивейших в Австрии. Замок расположен на доломитовой скале высотой 160 м, к востоку от города Санкт-Файт-ан-дер-Глан. В солнечную погоду он виден с расстояния более 30 км.

## История

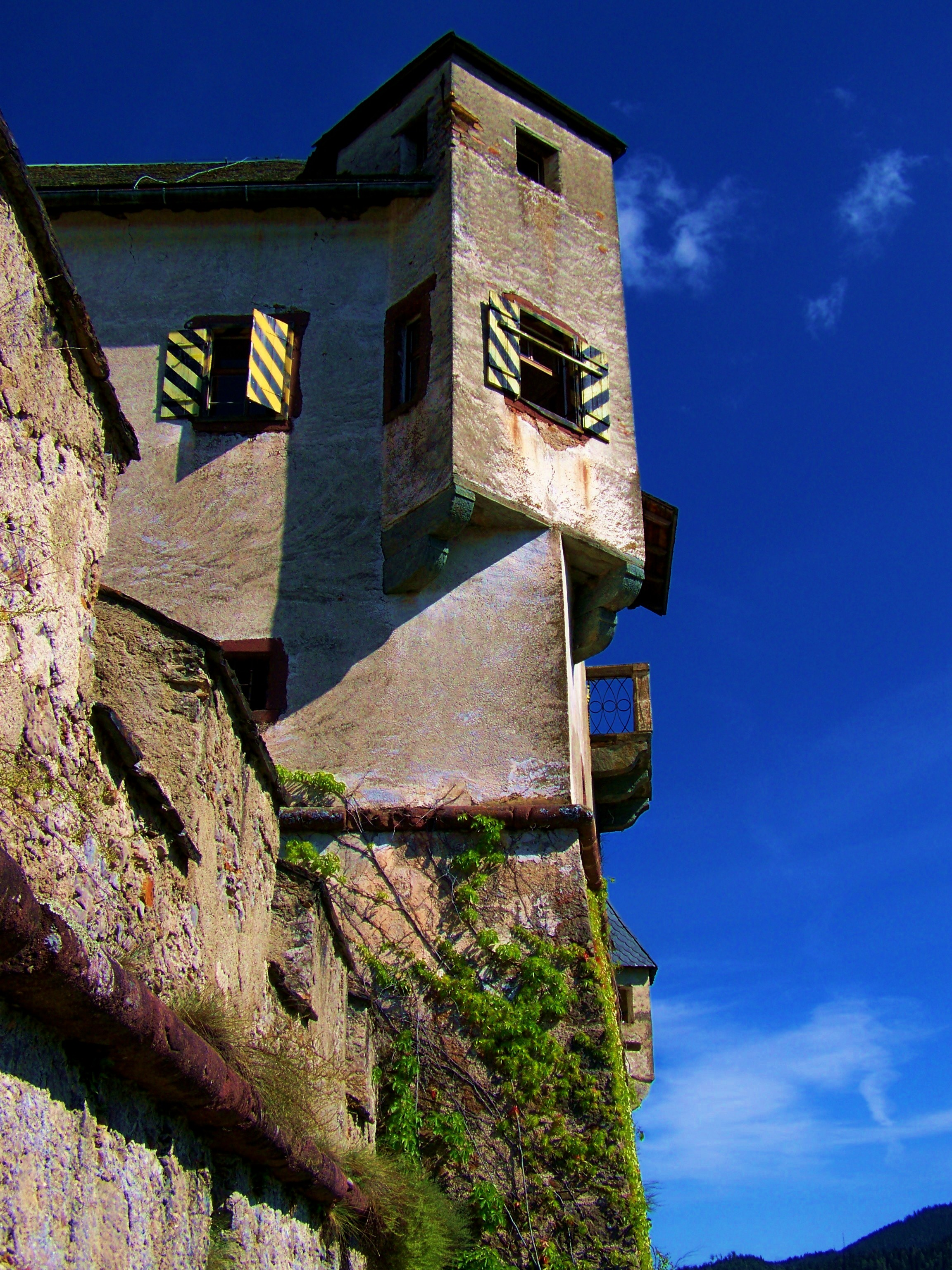
Фрагмент цитадели

Первое упоминание о замке относится к 860 году, когда он назывался Асторвица. Это наименование имеет словенское происхождение — Островица и восходит ко времени славянского княжества Карантания, ядро которого находилось на территории современной Каринтии. В 1209 году Бернард Спанхейм, герцог Каринтии, передал роду Остервиц наследственную должность виночерпия герцогского двора. В XV веке последний представитель семьи Остервиц был пленён во время турецкого набега на Каринтию и скончался в плену, не оставив наследников. В результате замок перешёл во владение герцога Каринтии и императора Священной Римской империи Фридриха III.

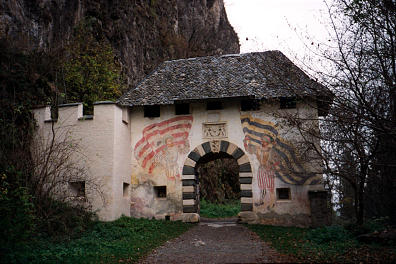
Одни из 14 крепостных ворот

В начале XVI века император Фердинанд I передал Хохостервиц наместнику Каринтии Кристоферу Кевенхюллеру. В 1571 году наследник последнего приобрёл и цитадель замка. Он сильно укрепил замок с целью отражения турецких вторжений, построил арсенал и четырнадцать ворот. В результате его работы фортификационные сооружения замка превзошли большинство современных аналогов.
После XVI века каких-либо значительных усовершенствований в архитектуру Хохостервица не вносилось. Замок до настоящего времени остаётся в собственности рода Кевенхюллеров.

## Современность
С XVI века в Хохостервитц не было внесено никаких серьезных изменений. Он также остался во владении семьи Кевенхюллер по просьбе первоначального строителя Джорджа Кевенхюллера. Мраморная доска 1576 года во дворе замка подтверждает эту просьбу.
Некоторые части замка открыты для посещения в период с апреля до конца октября. Туристам разрешается пройти длинный путь 620 метров (2030 футов) через 14 ворот до замка. У каждых ворот есть схема защитного механизма, используемого для закрытия этих ворот. В комнатах замка хранится коллекция доисторических артефактов, картин, оружия и доспехов, в том числе один набор доспехов высотой 8 футов (2,4 м), который когда-то носил Бургхауптманн Шенк.
До замка Хохостервиц можно добраться на машине или пешком от железнодорожного вокзала Лаунсдорф-Хохостервиц, откуда можно добраться до близлежащего Клагенфурта.
Миниатюру замка Хохостервитц в масштабе 1:50 можно увидеть в Минимундусе, популярной туристической достопримечательности в Клагенфурте, примерно в 20 километров (12 миль) от замка.

## Галерея

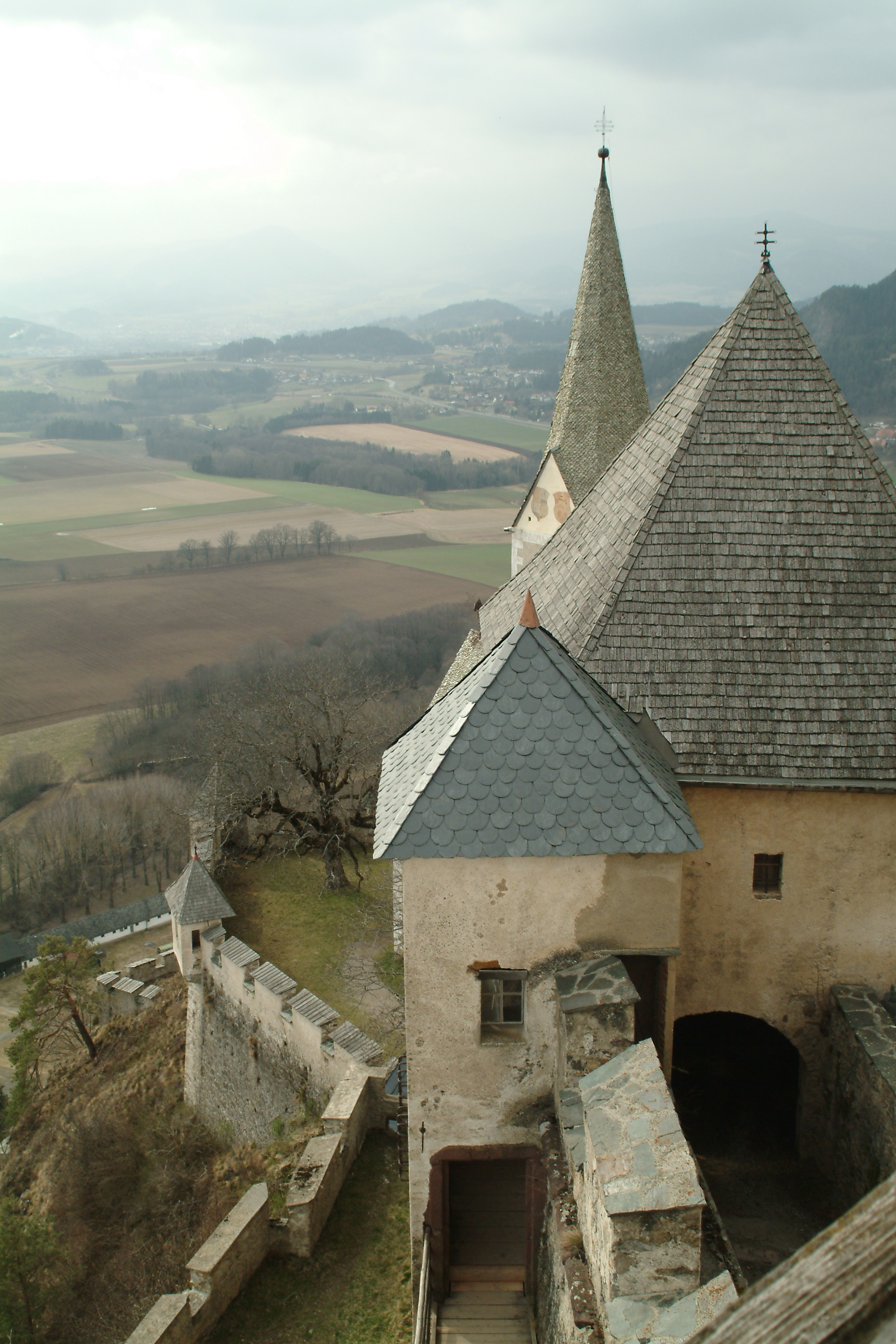
Вид на северо-запад с вершины замка
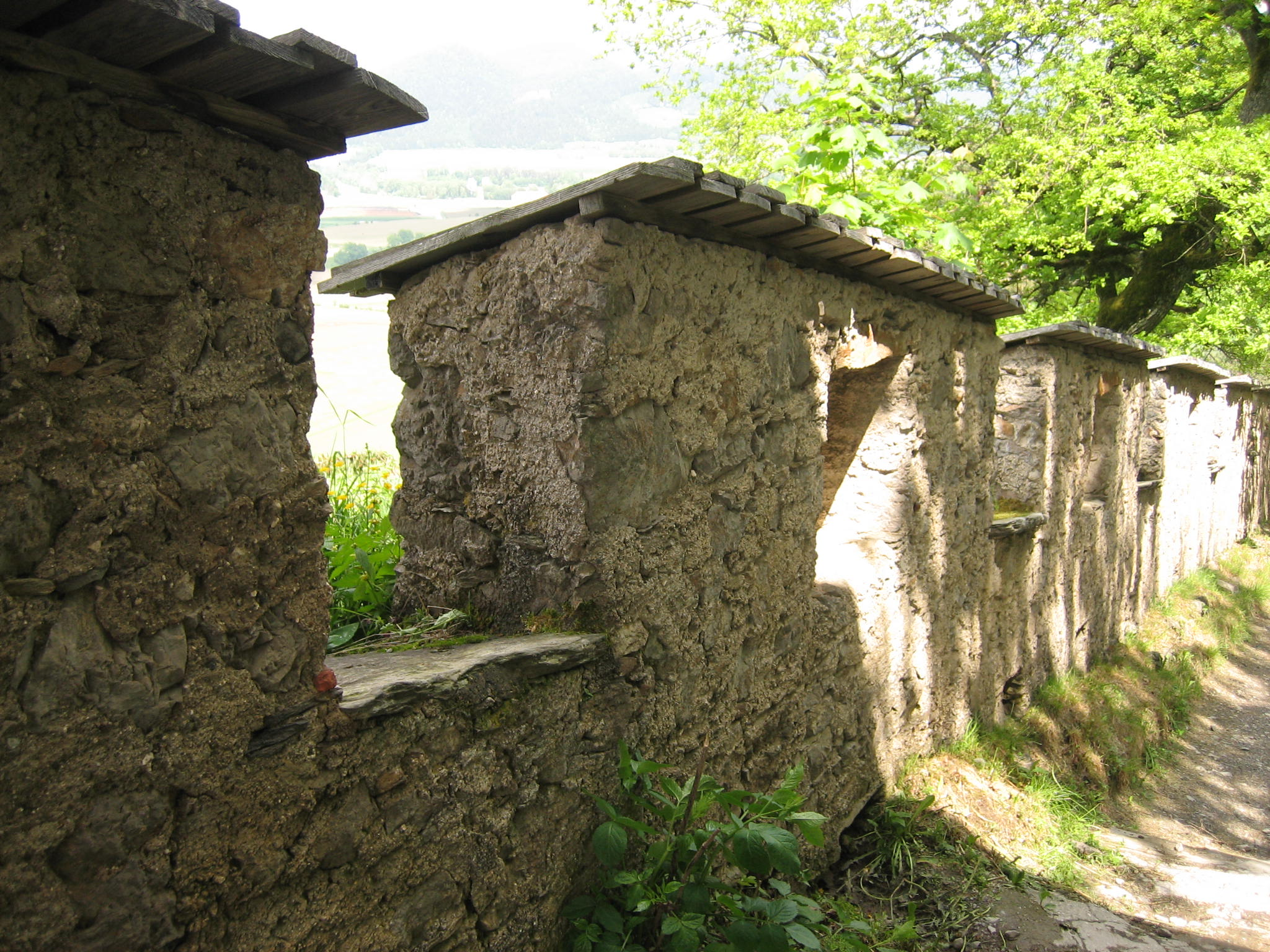
Зубцы в начале дороги
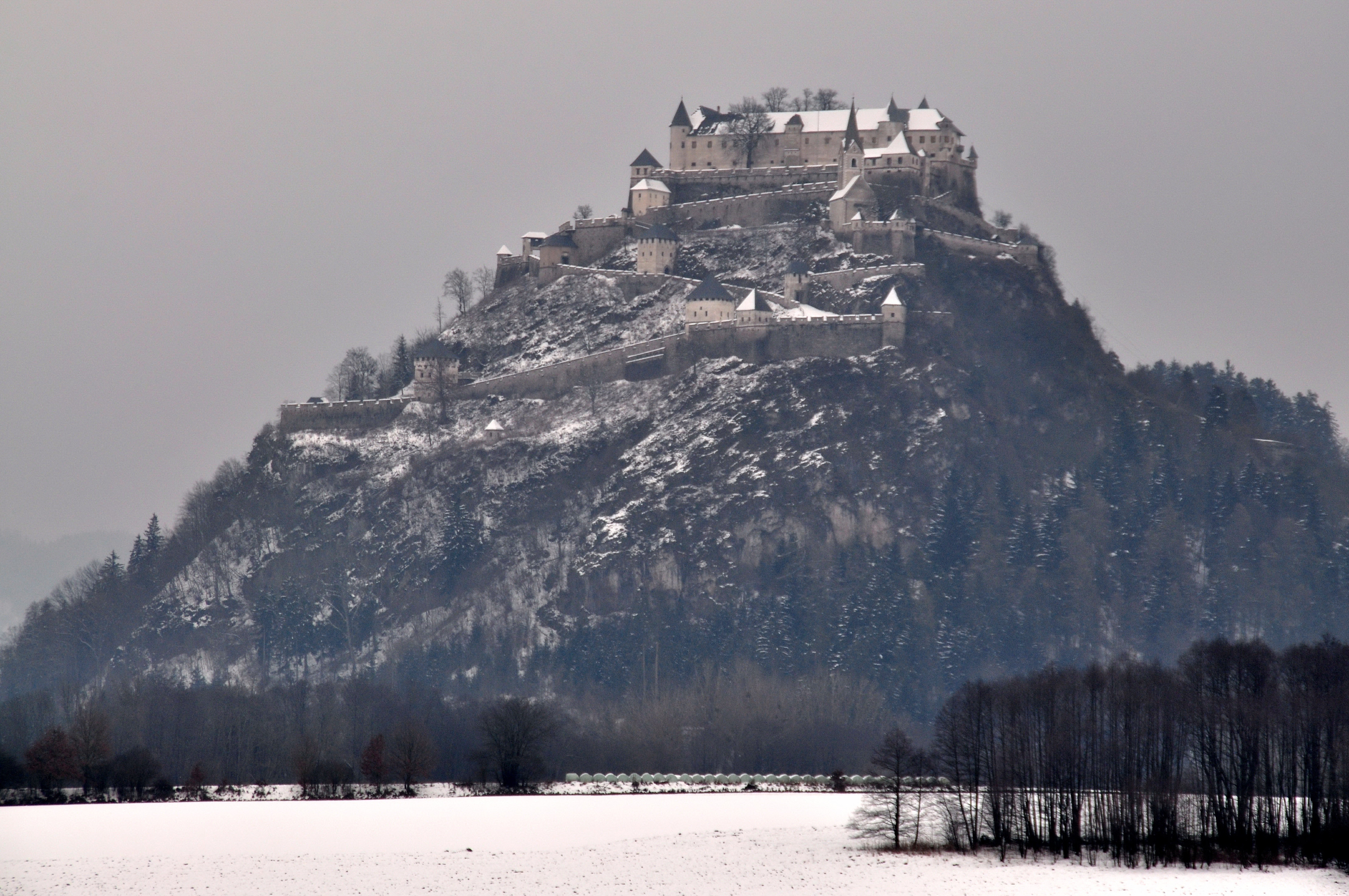
Хохостервиц зимой
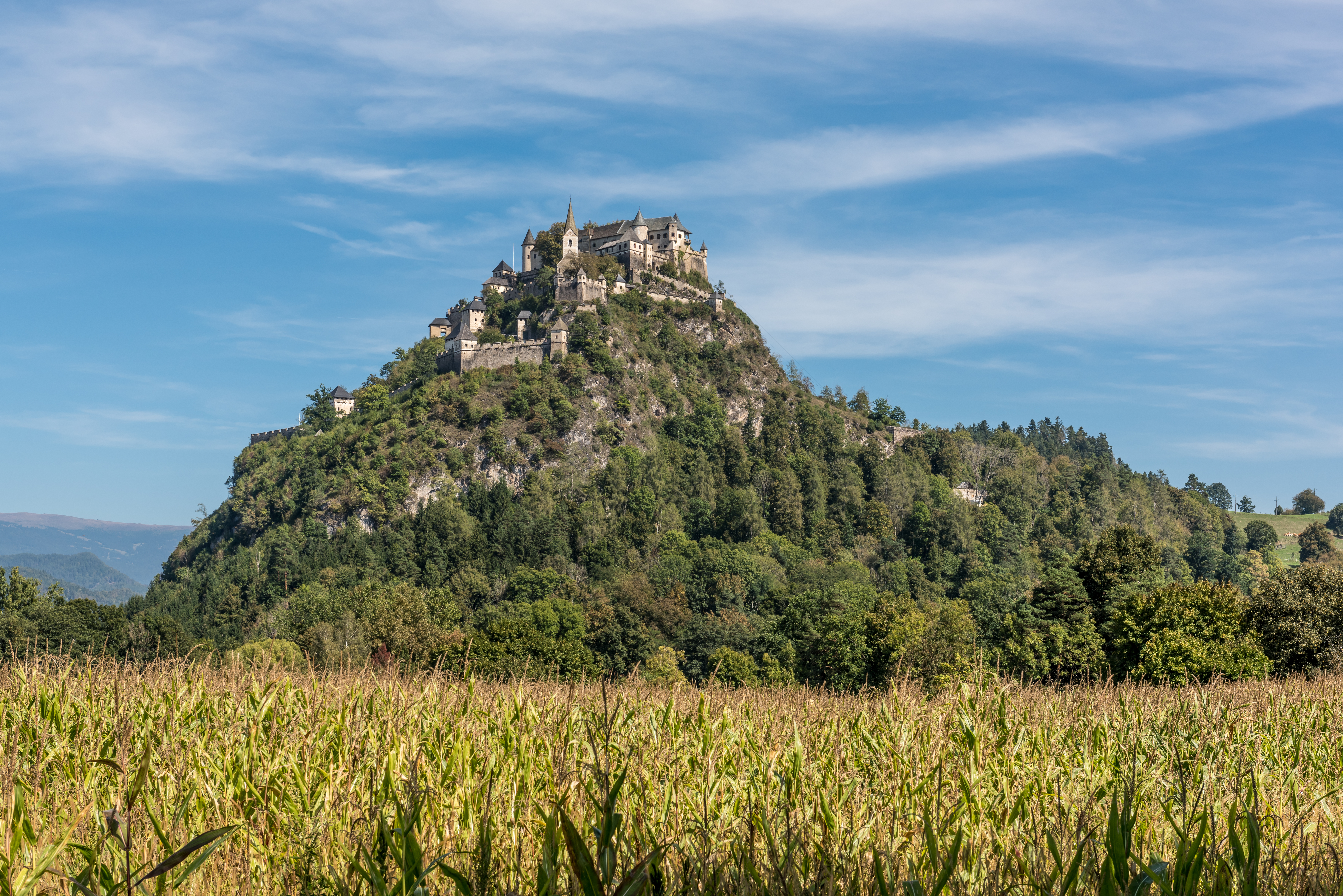
Хохостервиц летом
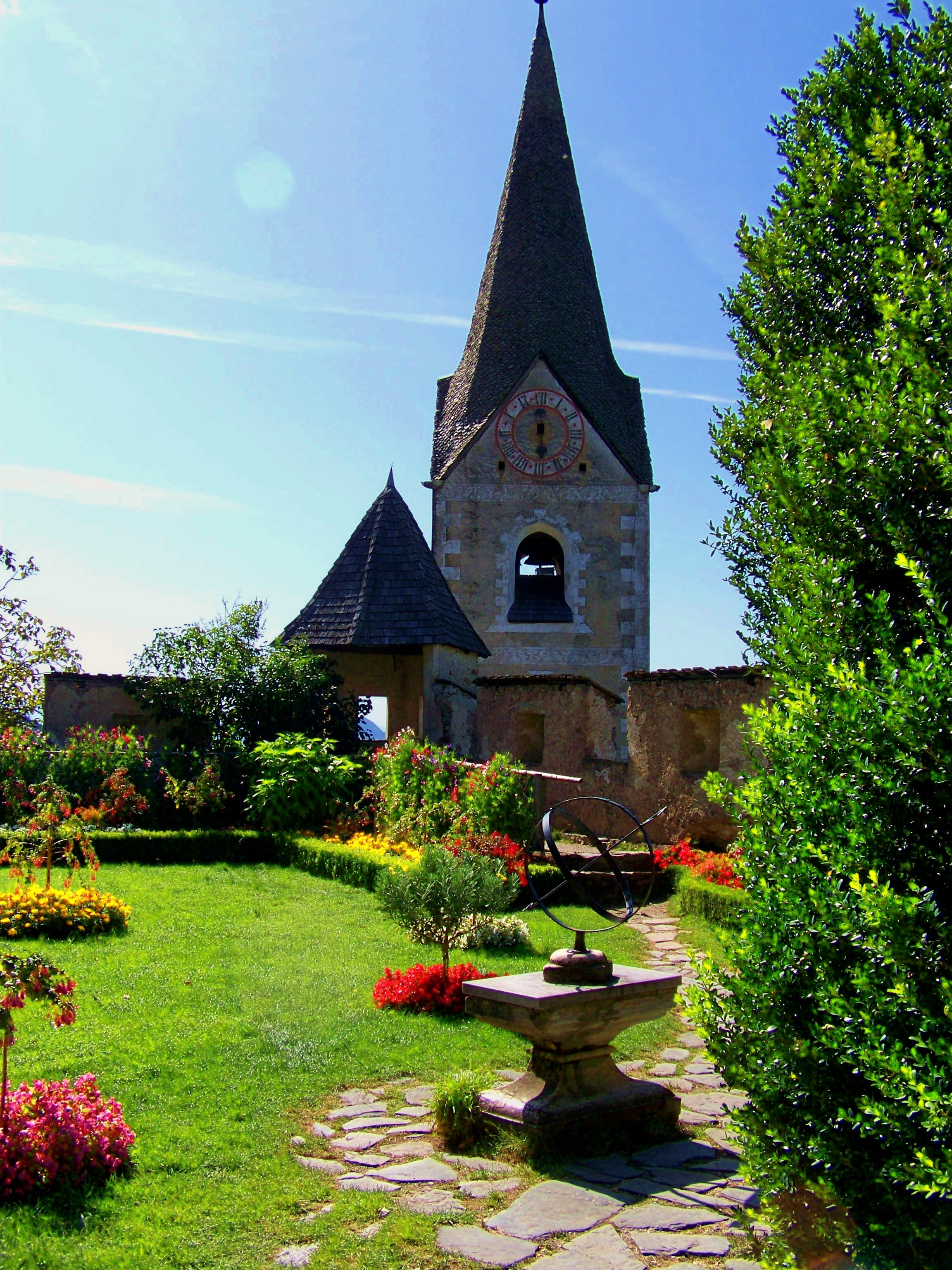
Замковый сад с церковным шпилем на заднем плане